# Saque de banda

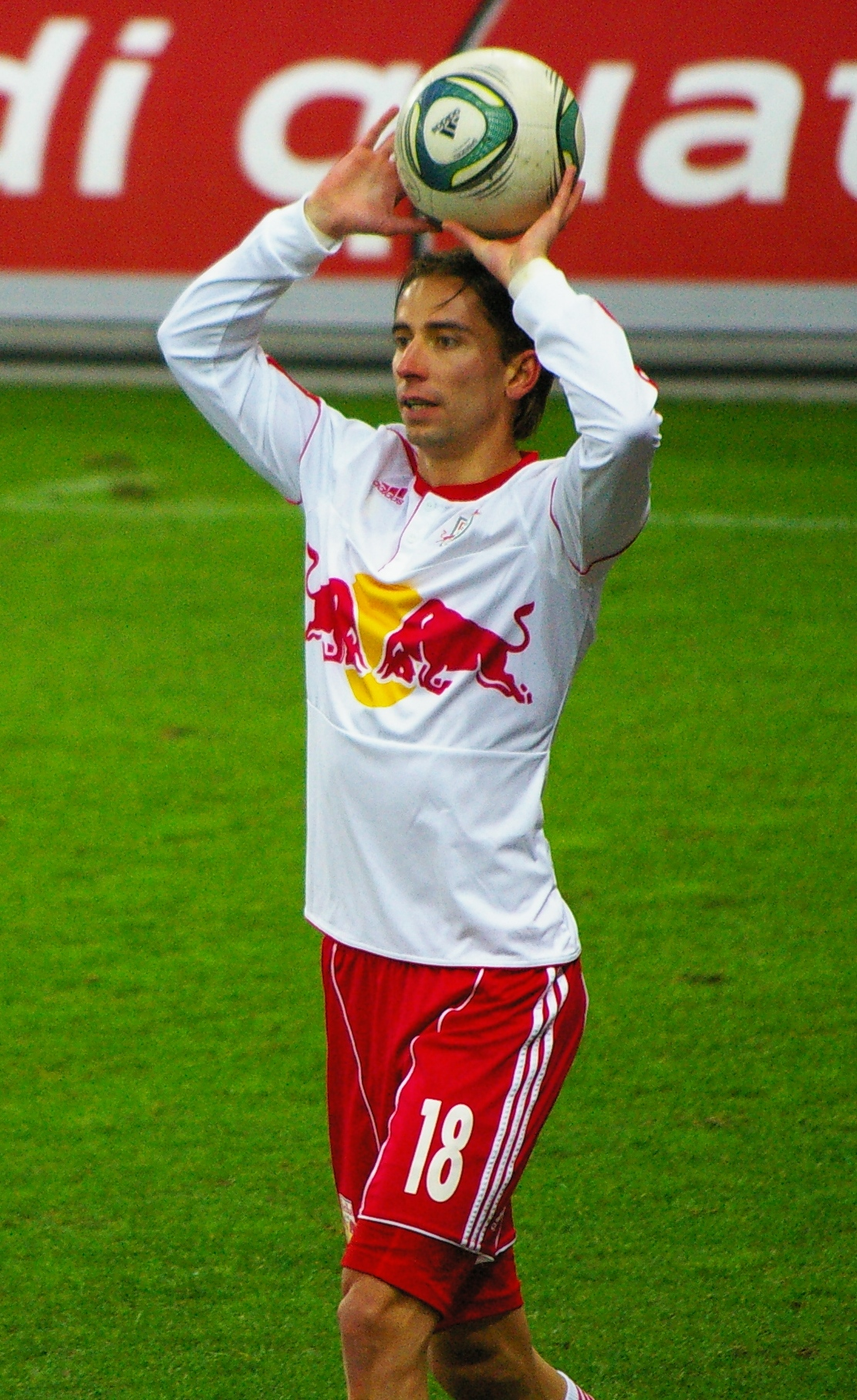
Dusan Svento del Red Bull Salzburg realizando un lateral.

En el fútbol, el lateral o saque de banda es una forma de reanudar el juego.
Se  concede saque de banda o saque lateral cuando el balón traspasa en su totalidad la línea de banda. Si sale sólo parcialmente, no corresponde interrumpir el juego.
El árbitro sanciona este caso con el saque de banda, que debe efectuar el equipo que no tocó el balón en último término (por eso algunos jugadores hacen "rebotar" el balón en el contrario, para forzar un saque de banda a su favor). 
En el momento de lanzar el balón, el jugador debe estar de frente al terreno de juego, tener una parte de ambos pies sobre la línea de banda o en el exterior de la misma, servirse de ambas manos y lanzar el balón desde detrás y por encima de la cabeza. Debe realizarse en menos de 20 segundos. También se puede realizar haciendo una voltereta como intentó un jugador iraní ante España en el Mundial de Rusia 2018, muchos jugadores intentan esas piruetas.